# Laurent Pillon
Pour les articles homonymes, voir Pillon.
Laurent Pillon est un ancien coureur cycliste français, né le 31 mars 1964 à Creil. Il a été professionnel de 1990 à 2000. Il dirige la Roue des As, un critérium se déroulant à Marquette-lez-Lille, dans le Nord. Il est actuellement manager général de l'équipe ESEG Douai-Origine Cycles.

## Palmarès

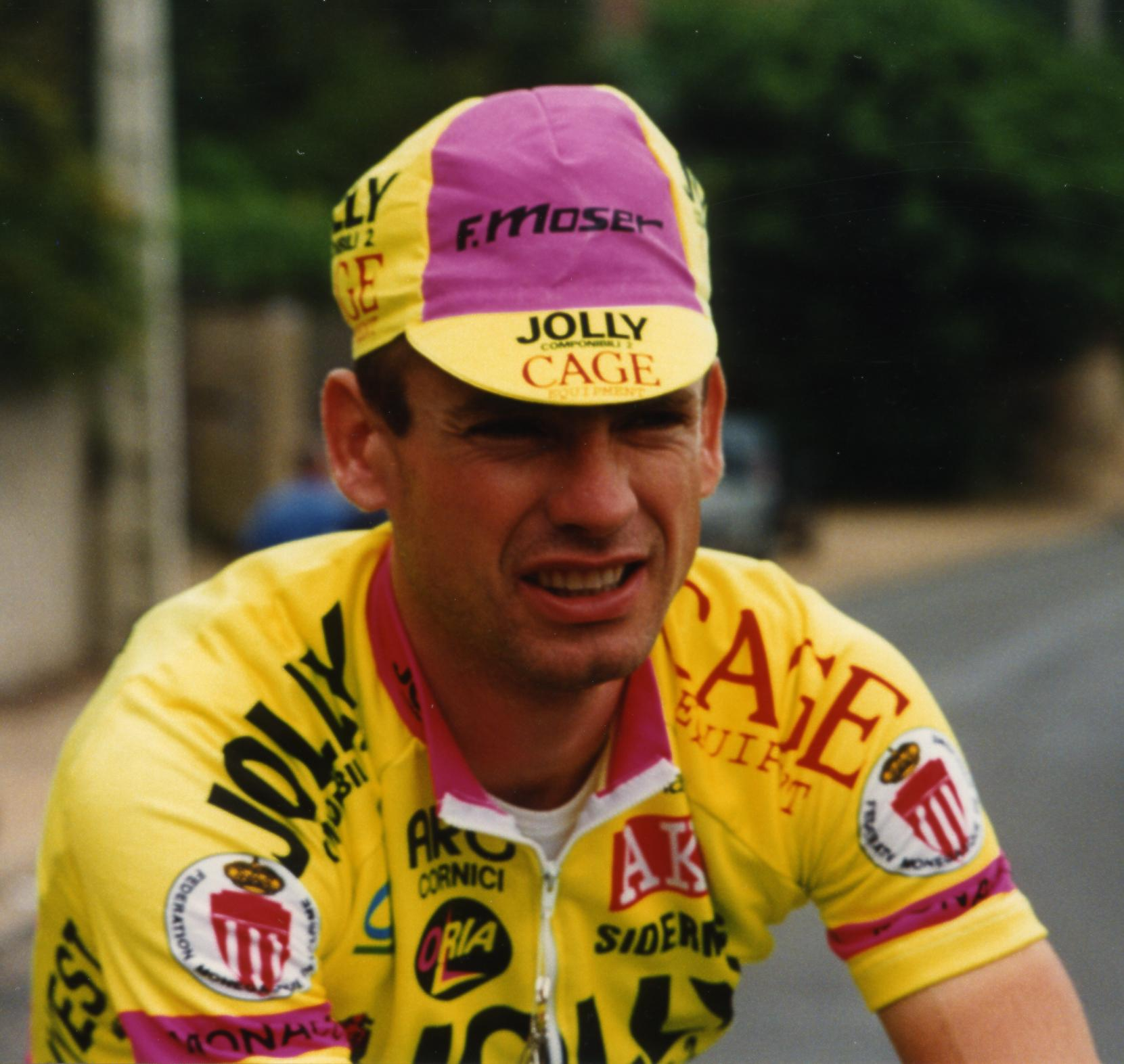
Laurent Pillon lors d'une édition du Critérium de Lèves

### Palmarès amateur
- 1982
  - 2e du Trofeo Emilio Paganessi
- 1985
  - 2e de la Ronde du Pays basque
- 1986
  - La Tramontane
  - Circuit du Pévèle
  - 2e de Paris-Fécamp
  - 3e du Circuit de l'Aisne
- 1987
  - Circuit des Ardennes
  - 2e du Circuit de la vallée de la Loire
  - 2e du championnat de France des comités
  - 3e du Prix de la Saint-Laurent
- 1988
  - Grand Prix des Flandres françaises
  - Prix Fréquence-Nord
  - La Pyrénéenne
  - Tour du Cambrésis
  - 2e de La Tramontane
  - 3e du Grand Prix des Marbriers
  - 3e des Boucles de l’Armagnac
  - 3e de Paris-Bagnoles-de-l'Orne
- 1989
  - Circuit méditerranéen
  - Circuit de Saône-et-Loire :
    - Classement général
    - 2e étape (contre-la-montre)

  - Prologue du Circuit des Mines[2]
  - Tour d'Auvergne
  - 2e des Boucles catalanes
  - 2e de la Ronde du Canigou
  - 3e du championnat de France des comités

### Palmarès professionnel
- 1990
  - 2e du Duo normand (avec Francis Moreau)
  - 3e du Tour du Limousin
- 1993
  - 4e étape du Tour de France (contre-la-montre par équipes)
- 1996
  - 2e du Grand Prix des Marbriers

## Résultats sur les grands tours

### Tour de France
5 participations
- 1990 : 103e
- 1991 : 51e
- 1992 : 88e
- 1993 : 66e, vainqueur de la 4e étape (contre-la-montre par équipes)
- 1997 : hors-délai (14e étape)

### Tour d'Italie
2 participations
- 1993 : 41e
- 1994 : 88e

### Tour d'Espagne
1 participation
- 1992 : 52e